# Jom kippur-kriget
Jom kippur-kriget eller yom kippur-kriget  (hebreiska: מלחמת יום הכיפורים; translitteration: Milẖemet Yom HaKipurim eller מלחמת יום כיפור, Milẖemet Yom Kipur; även kallat oktoberkriget arabiska: حرب أكتوبر; translitteration: ħarb Aktoobar eller حرب تشرين, ħarb Tishrin) och också känt som fjärde arabisk-israeliska kriget, utkämpades mellan 6 och 25 oktober 1973. Det stod mellan Israel och en koalition av arabiska stater under ledning av Egypten och Syrien. 
Kriget började när koalitionen påbörjade ett gemensamt överraskningsanfall mot Israel under Jom kippur, den heligaste dagen i judendomen, som sammanföll med den muslimska fastemånaden Ramadan. Egyptiska och syriska styrkor korsade vapenstilleståndslinjer för att gå in i den israelkontrollerade Sinaihalvön och Golanhöjderna, som hade blivit erövrade och ockuperade sedan Sexdagarskriget 1967. Konflikten ledde till en nära konfrontation mellan de två kärnvapenbestyckade supermakterna USA och Sovjetunionen, som båda inledde massiva ansträngningar för att förse parterna med krigsmateriel. 
Vapenstillestånd uppnåddes sedan den egyptiska tredje armén omringats och Egypten vädjat till USA. Militärt slutade kriget i ett dödläge även om israelerna vid tidpunkten för vapenstilleståndet hade tagit initiativet gentemot den egyptiska armén som ännu inte var besegrad.

## Historik

### Bakgrund
Efter att Egyptens president Nasser avled i en hjärtattack den 28 september 1970 blev Anwar Sadat ny president. Av omvärlden ansågs Sadat sakna egen profil och förväntades fortsätta Nassers politik av panarabism och samarbete med Sovjetunionen. Men den 4 februari 1971 förklarade Sadat att han var villig att underteckna ett fredsavtal med Israel om landet drog tillbaka sina trupper från Suezkanalens östra sida. Israels premiärminister Golda Meir var dock inte beredd att låta egyptiska styrkor sätta sin fot på Sinaihalvön och det hela rann ut i sanden.
Sadat begärde därefter mer vapen från Sovjetunionen - bombplan och stridsvagnar - men Sovjet vägrade detta. Sadat lät därför utvisa alla sovjetiska militära rådgivare den 8 juli 1972. Evakueringen av sovjetisk personal skedde under ganska drastiska former, bland annat flögs mer än 700 sovjetmedborgare ut ur Egypten med fraktplan av typ Antonov An-22. Från oktober inleddes planeringen för ett krig i mindre skala mot Israel. Samtidigt skulle Syrien anfalla Golan. Tanken var att om Egypten kunde återerövra en del av Sinaihalvön skulle man kunna återfå resten genom förhandlingar. Trots att länderna försökte dölja sina förberedelser så gott som möjligt anade Jordaniens kung Hussein att något var på gång. Han mötte Golda Meir utanför Tel Aviv den 25 september 1973 och berättade om sina misstankar att ett krig var nära förestående. Vid ett möte den 5 oktober meddelade den israeliska militära underrättelsetjänsten att en attack inte var trolig och att mobilisering inte var nödvändig. Vissa religiösa anledningar fanns också: i den judiska kalendern var 6 oktober 1973 helgdagen Jom kippur då många judar fastar och många israeliska militärer skulle därför vara hemförlovade vid det tillfället, vilket sannolikt var den främsta anledningen till att just detta datum valdes för anfallet.
Kriget fick av Egyptens president Anwar Sadat kodnamnet ”Operation Badr". Ett försök att stärka och inspirera sina soldater genom att anspela på den historiska islamiska triumfen i slaget vid Badr.

### Förlopp
På morgonen den 6 oktober fick den israeliska underrättelsetjänsten dock ett tips att krig skulle bryta ut samma dag och Golda Meir beslöt därför att mobilisera. Klockan 14:00 gick den egyptiska armén över Suezkanalen och anföll de israeliska ställningarna. Den egyptiska armén kunde snabbt ta sig 10 kilometer förbi kanalen och de första israeliska motanfallen misslyckades. De israeliska styrkorna drabbades initialt av svåra förluster eftersom de inte räknat med att de egyptiska styrkorna hade tillgång till avancerade vapensystem som luftvärnsrobotar och pansarvärnsrobotar importerade från Sovjetunionen.
När egyptierna den 14 oktober beslöt sig för att fortsätta österut blev de tvungna att anfalla utan skydd av luftvärnet, vilket gjorde dem sårbara för israeliska flyganfall. Ett israeliskt motanfall (Operation Gasell) som leddes av Ariel Sharon (som då var chef för 143:e pansardivisionen) lyckades utnyttja ett glapp mellan egyptiska 2:a och 3:e armén och slå sig fram till kanalen som korsades 15 oktober, vilket öppnade vägen mot Kairo. 
Syrierna anföll Golanhöjderna och flera stridsvagnar förstördes, men syrierna stoppades (bl.a. med insats från Tzivkastyrkan) och sedan fortsatte Israel sin framryckning till dess att de närmade sig Damaskus och en vapenvila inträdde.
Under tryck från USA, Sovjetunionen och FN ingick parterna då ett avtal om eldupphör. Under 1974 och 1975 kom länderna överens om ett israeliskt tillbakadragande från zonen närmast kanalen. I Israel var kritiken hård mot att landet hade kunnat tas med överraskning och regeringen med premiärminister Golda Meir i spetsen avgick i maj 1974.

### Efterspel
Kriget orsakade stora omvälvningar i världsekonomin i och med den efterföljande oljekrisen, då Opec stoppade oljeleveranser till främst USA och Nederländerna, och efterkrigstidens stora ekonomiska framgångsepok upphörde.
Den 9 november 1977 förklarade Sadat i det egyptiska parlamentet att han var beredd att förhandla om ett fredsavtal med Israel och att han var beredd att själv resa till Israel för att göra det möjligt. Den 19 november kom Sadat till Jerusalem där han inför det samlade Knesset erbjöd sig att inleda fredsförhandlingar. Förhandlingarna gick dock dåligt och USA:s president Jimmy Carter bjöd parterna till presidentens lantställe Camp David där de svåra frågorna kunde lösas i september 1978. Då hade Egypten släppt kravet på ökat palestinskt självstyre och Israel släppte kravet att judiska bosättningar i Sinai skulle få vara kvar. Fredsavtalet mellan Israel och Egypten skrevs under den 26 mars 1979. Sadat och Israels dåvarande premiärminister Menachem Begin tilldelades Nobels fredspris 1978. Sadats separatfred med Israel var dock impopulär bland egyptierna och han mördades av islamister 1981.